# 田尻裕司
田尻 裕司（たじり ゆうじ、1968年 - ）は日本の映画監督、脚本家、俳優。ピンク七福神と呼ばれるピンク映画監督の一人。ピンク七福神には上野俊哉、女池充、今岡信治、鎌田義孝、榎本敏郎、坂本礼がいる。

## 経歴
1968年に、北海道に生まれた。幼少期の主な趣味は映画を見ることで、10代の間に自分で脚本を書き、8mm映画を作り始めていた。成人映画館で観た根岸吉太郎監督のロマンポルノ映画『狂った果実』（1981年）（『狂った果実』（アリスの曲の映画化）に感銘を受けた。
帝京大学在学中に東京へ引越し、佐藤寿保監督のピンク映画に感銘を受け、獅子プロダクションに入社し、1990年から助監督として働いた。。
監督デビュー作は1997年の『イケイケ電車 ハメて、行かせて、やめないで！』。二作目の映画『OLの愛汁 ラブジュース』はピンク大賞の年間最優秀作品に選ばれ、監督賞も受賞した。日本映画プロフェッショナル大賞でも本作はその年の7位に選ばれた。2004年、撮影業界のエロ問題を扱った映画『淫らな唇 痙攣』は、ピンク大賞で銅賞を受賞した。この映画は女優賞と撮影賞も受賞した。犯罪や流血よりは、日常に立脚した恋愛劇中心のピンク映画を得意とする。

## 監督作品

### 映画
- イケイケ電車　ハメて、行かせて、やめないで!（1997年、国映）
- OLの愛汁　ラブジュース （1999年2月26日公開、国映）
- ノーパン痴漢電車　見えちゃった!!（2000年2月25日公開、新東宝映画）
- 未来（H）日記　いっぱいしようよ（2001年1月12日公開）
- 姉妹OL　抱きしめたい（2001年9月28日公開、国映）
- 不倫する人妻　眩暈 　（2002年11月1日公開、国映＝新東宝映画）
- 淫らな唇　痙攣 　（2004年8月27日公開、Vシアター135＝国映＝新東宝映画）
- 孕み-HARAMI-　白い恐怖 (2005年)
- ふしだらな女　真昼に濡れる (2006年）
- ヨムトシヌ　DEATH COMIC PART 1 (2009年3月28日公開)
- ヨムトシヌ　DEATH COMIC PART 2 (2009年4月4日公開)
- 特命女子アナ　並野容子 (2009年9月18日公開)
- ちょっとエッチな生活体験 接吻5秒前（2012年6月23日公開）
- こっぱみじん (2014年7月26日公開)

### テレビドラマ
- おふろやさん日和（2019年、2020年、V☆パラダイス）

### オリジナルビデオ
2001年
- 未来Ｈ日記

2003年
- SEX IN THE ROOM 密室欲情25時
- 妹の恋人　背徳の甘い蜜
- 熱い肉体　イヤと言えない女
- 火照る躰と燃えた時間　主婦の性
- 愛欲願望　ひざまくら

2004年
- 飼育　大好きなあなたに
- 禁断の果実　姉の吐息
- 痙攣　けいれん

2005年
- 卑猥　hiwai
- OL監禁　性愛の虜
- 未亡人の性　熟女の渇き

2006年  
- 堕ちてゆく人妻　濡れ過ぎる痴態

2007年
- 妻の妹　秘密の一週間　違うところも感じるの・・・

2008年
- 漫画喫茶都市伝説　呪いのマンナさん
- 艶恋師　放浪編　歌舞伎町 絶頂対決!!
- 処女喪失　私を抱いて
- 艶恋師　北海道 放浪編

2009年
- 団地妻　妻のおとこ

2010年  
- 特命女子アナ　並野容子　LOVE IS OVER
- 君のことだけを想う　愛欲の海に溺れて・・
- 憧れの人妻（ひと）　年下男と情事に溺れた日々

2011年
- 恋愛コンプレックス
- 人妻同窓会　あなたが一番好き
- かわいい妹　義兄に抱かれて
- 禁断の果実ＤＸ　抱いてみたい女たち
- 不倫中毒　私は男のおもちゃなの…？

2012年
- 敏感 テンプテーション　～初体験注意報～
- 友達の母　彼女がオンナに戻った日
- 未亡人ＳＰ　夜泣きする身体
- ３人のエッチな共同生活　男と女と女・・・
- 未来の日記　ANOTHER STORY

### 脚本
- イケイケ電車　ハメて、行かせて、やめないで！ （1997年、国映）
- 未来（H）日記　いっぱいしようよ（2001年）
- 未来H日記 (2001年)
- 火照る躰と燃えた時間　主婦の性 (2003年)
- 愛欲願望　ひざまくら (2003年)

### 出演
- インモラル・淫らな関係 (1995年）　-　自転車で転ぶ男
- 団地妻　隣りのあえぎ（2001年、国映＝新東宝映画）
- ピンクリボン (2004年)
- 名前のない女たち (2010年、佐藤寿保監督)
- 卒業　熟女の妖しい誘い (2012年)